# The Substitute Model
Pour plus de détails, voir Fiche technique et Distribution.
The Substitute Model est un film muet américain réalisé par Hobart Bosworth et sorti en 1912.

## Fiche technique
- Titre : The Substitute Model
- Réalisation : Hobart Bosworth
- Scénario : Hobart Bosworth
- Photographie :
- Montage :
- Producteur : William Selig
- Société de production : Selig Polyscope Company
- Société de distribution : General Film Company
- Pays d'origine :  États-Unis
- Langue : Film muet avec les intertitres en anglais
- Métrage : 300 mètres
- Format : Noir et blanc — 35 mm — 1,33:1 — Muet
- Genre : Film dramatique
- Durée : 10 minutes
- Dates de sortie : 
  -  États-Unis : 16 septembre 1912

## Distribution
- Eugenie Besserer : Millicent Carr
- Betty Harte
- Anna Dodge
- Frank Clark
- Lillian Hayward
- Phyllis Gordon
- George Hernandez
- William Hutchinson
- Al Ernest Garcia
- Fred Huntley